# Verena Dietrich
Pour les articles homonymes, voir Dietrich.
Verena Dietrich née le 30 juin 1941 à Wetzlar, morte le 18 avril 2004 à Schwerte est une architecte allemande féministe. Elle s'impose dans la profession par les structures en acier qu'elle réalise.

## Biographie
Fille d'un ingénieur et directeur de mine, Verena Dietrich suit une formation en métallographie. De 1969 à 1975, elle étudie l'Architecture à l'Université d'Innsbruck auprès d'Othmar Barth. Après des années d'enseignement et de voyages en Europe et en Amérique du Nord, elle travaille pendant sept ans dans les bureaux d'architecture d'Erich Schneider-Wessling, Joachim Schürmann, Friedrich Wilhelm Kraemer et Walter von Lom. En tant que femme, elle n'est pas la bienvenue dans ce secteur très masculin.
En 1982, elle fonde son propre bureau d'architecture à Cologne. Elle participe au concours d'architecture pour la tribune des spectateurs au parc sportif de Cologne-Höhenberg. Elle propose une structure légère en acier qui enjambe le stand de 115 mètres de large avec un toit en porte-à-faux de 18 mètres soutenu par 6 mâts en acier.
En 1993, elle remporte l'appel d'offres européen pour la passerelle piétonne MediaPark de Cologne en 1993 avec une structure pliante brevetée. Avec ses projets de construction en acier, elle contribue au développement urbain post-industriel de Cologne. Elle s'engage dans la construction de logements. Pour le projet Living at the Biotope à Cologne-Holweide, elle remporte le premier prix en développement urbain et le premier prix en construction résidentielle.
De 1998 à 2004, elle est professeure universitaire en design à l'Université des Sciences Appliquées de Dortmund (de). Elle  travaille avec ses étudiants sur des projets de vie alternatifs dans une perspective de développement.
Son engagement féministe se concrétise par le soutien aux femmes architectes qui rencontrent de nombreuses difficultés dans la profession. Elle publie Architectektinnen. Ideen-Projekte-Bauten. Cet ouvrage est une analyse sur la situation des femmes dans le secteur de l'architecture et demande un changement de paradigme. Il s'appuie sur les réalisations de 83 architectes allemandes, autrichiennes et suisses. La publication vise à présenter les femmes architectes en tant qu'individus et contredit la thèse d'un langage clairement féminin avec un spectre de couleurs et de diversité.

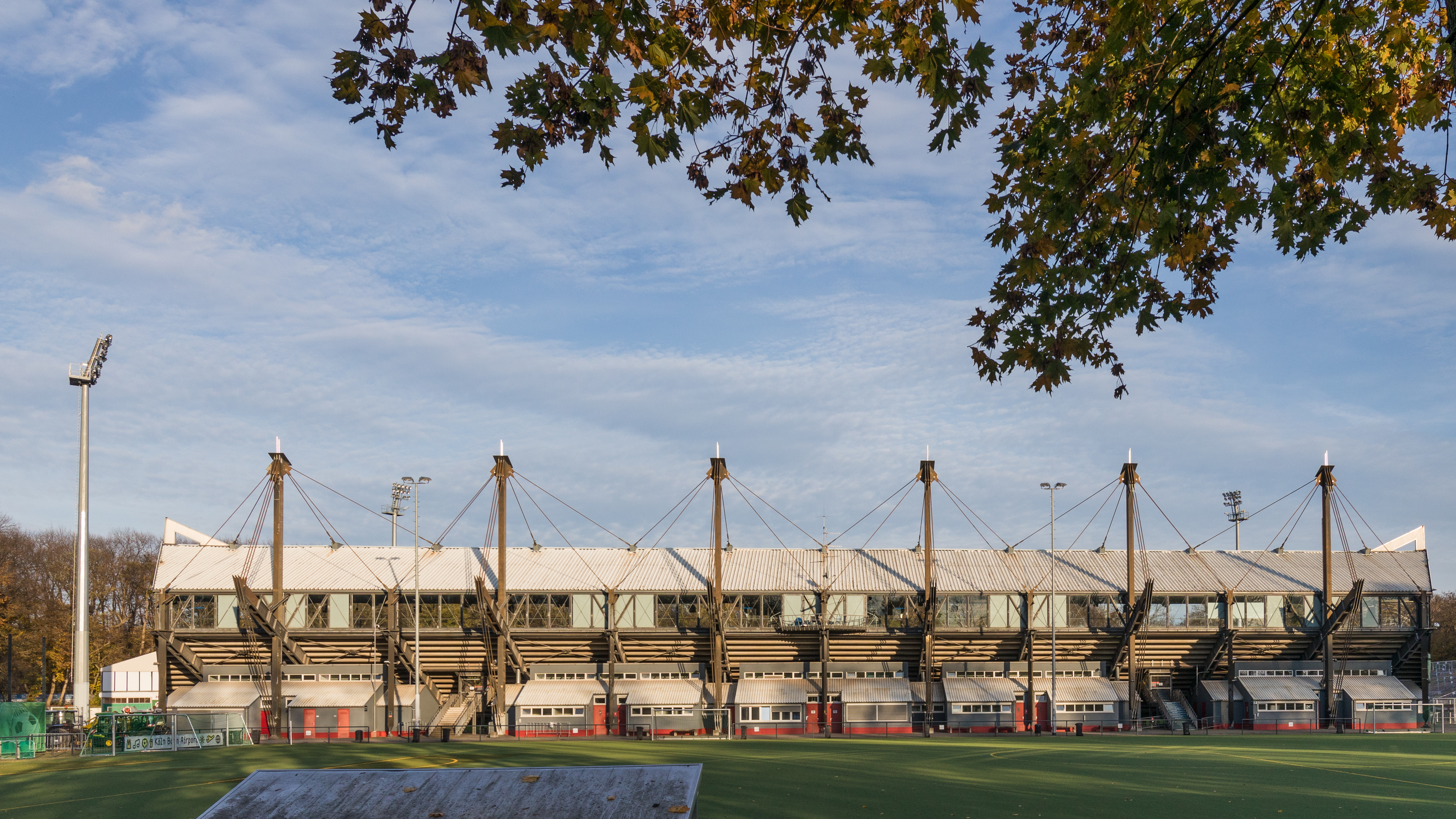
Stand des spectateurs dans le parc sportif de Cologne-Höhenberg

Ses archives sont conservées au Musée allemand de l'architecture (DAM). Verena Dietrich et Lucy Hillebrand sont les seules femmes dont les œuvres font partie de la collection DAM.

## Prix et distinctions
- 1990 : Prix d'architecture de Cologne, Tribüne Sportpark Köln-Höhenberg
- 1993 : Prix IAKS[6]

## Expositions
- 2006/2007 : Musée allemand de l'architecture, Francfort-sur-le-Main

## Publication
- (de) Architectektinnen. Ideen-Projekte-Bauten, Stuttgart, W. Kohlhammer, 1986 (ISBN 978-3-17-009336-2)